# Pseudaletia idisana
Pseudaletia idisana is een vlinder uit de familie van de uilen (Noctuidae). De wetenschappelijke naam van de soort is voor het eerst geldig gepubliceerd in 1951 door Franclemont.